# Phalanger mimicus
Il cusco comune meridionale (Phalanger mimicus Thomas, 1922) è un marsupiale arboricolo della famiglia dei Falangeridi.

## Descrizione
Il cusco comune meridionale ha una lunghezza testa-corpo (nella sottospecie P. m. peninsulae, australiana) di 33-40 cm e una coda di 28-35 cm; pesa 1,5-2,2 kg. La parte superiore del corpo è di colore grigio-marrone, con una striscia dorsale nera, mentre la parte inferiore è bianca. Talvolta l'addome è marrone. La coda, prensile, è ricoperta alla base da una pelliccia dello stesso colore di quella della parte superiore del corpo, ma per due terzi è priva di pelo e di colore marrone scuro. Le orecchie, rosa, sono brevi e rotonde.

## Biologia
Questa specie è solitaria e notturna. Durante il giorno rimane nascosta nelle cavità degli alberi o in altri ripari, ma di notte si sposta lentamente attraverso i rami in cerca di cibo. Si nutre di foglie, frutti e fiori.

## Distribuzione e habitat
Il cusco comune meridionale è diffuso nel sud della Nuova Guinea e nella penisola di Capo York, nel nord-est dell'Australia. Le popolazioni australiane e della Nuova Guinea appartengono a due sottospecie distinte, battezzate rispettivamente P. m. peninsulae e P. m. mimicus. In Nuova Guinea la specie è presente dal fiume Mimika (Irian Jaya), a ovest, fino al monte Bosavi e al fiume Oriomo (Papua Nuova Guinea), a est; è inoltre probabile che viva anche sulle isole Aru. In Australia, invece, si incontra nelle foreste pluviali e nelle boscaglie di acacia dei monti McIlwraith e Iron, lungo la regione costiera orientale della penisola di Capo York. In passato il cusco comune meridionale era considerato una sottospecie del cusco comune settentrionale (P. orientalis) e successivamente una forma del cusco comune orientale (P. intercastellanus). Alcuni studiosi tendono a classificare la specie nel genere Strigocuscus.

## Tassonomia
Sono state riconosciute due sottospecie:
- P. m. mimicus Thomas, 1922: Nuova Guinea;
- P. m. peninsulae Tate, 1945: penisola di Capo York.